# The Southern Harmony and Musical Companion
| Recensione | Giudizio |
| ---------- | -------- |
| AllMusic   |          |

The Southern Harmony and Musical Companion è il secondo album in studio del gruppo musicale statunitense The Black Crowes, pubblicato dalla Def American Recordings nel 1992.

## Descrizione
L'album ebbe un successo ancora maggiore del precedente Shake Your Money Maker, portando il gruppo all'apice della sua fama.
Furono estratti quattro singoli di grande successo: Remedy, Thorn in My Pride, Sting Me e Hotel Illness. Tutti e quattro raggiunsero la prima posizione nella classifica Mainstream Rock Airplay, stabilendo il record dei singoli da uno stesso album a finire in cima alla suddetta classifica (prima di allora il record era detenuto da Tom Petty e ZZ Top). L'album stesso debuttò in prima posizione nella Billboard 200.
The Southern Harmony and Musical Companion fu il primo lavoro del gruppo a vedere la partecipazione del chitarrista Marc Ford e del tastierista Eddie Harsch. Ford contribuì notevolmente al sound dell'album, e anche grazie al suo contribuito, nel 2006 la rivista Guitar World ha incluso The Southern Harmony alla centesima posizione nell'elenco degli album con i migliori arrangiamenti di chitarra di tutti i tempi.

## Tracce
Testi e musiche di Chris Robinson e Rich Robinson, eccetto dove indicato.
1. Sting Me – 4:39
2. Remedy – 5:22
3. Thorn in My Pride – 6:03
4. Bad Luck Blue Eyes Goodbye – 6:28
5. Sometimes Salvation – 4:44
6. Hotel Illness – 3:59
7. Black Moon Creeping – 4:54
8. No Speak No Slave – 4:01
9. My Morning Song – 6:15
10. Time Will Tell – 4:08 (Bob Marley)

Traccia bonus nell'edizione giapponese
1. Shake 'Em On Down – Live

## Formazione
Gruppo
- Chris Robinson – voce, armonica a bocca
- Rich Robinson – chitarra
- Marc Ford – chitarra
- Johnny Colt – basso
- Steve Gorman – batteria

Altri musicisti
- Eddie Harsch – tastiere
- Chris Trujillo – conga
- Barbara and Taj – cori

## Classifiche
Album
| Classifica (1992) | Posizione massima |
| ----------------- | ----------------- |
| Regno Unito       | 2                 |
| Stati Uniti       | 1                 |

Singoli
| Anno | Singolo                    | Classifica              | Posizione |
| ---- | -------------------------- | ----------------------- | --------- |
| 1992 | Hotel Illness              | Mainstream Rock Airplay | 1         |
| 1992 | Remedy                     | Mainstream Rock Airplay | 1         |
| 1992 | Remedy                     | Billboard Hot 100       | 48        |
| 1992 | Sting Me                   | Mainstream Rock Airplay | 1         |
| 1992 | Thorn in My Pride          | Mainstream Rock Airplay | 1         |
| 1992 | Thorn in My Pride          | Billboard Hot 100       | 80        |
| 1993 | Bad Luck Blue Eyes Goodbye | Mainstream Rock Airplay | 40        |
| 1993 | Sometimes Salvation        | Mainstream Rock Airplay | 7         |